# 辛集镇 (鹿邑县)
辛集镇，是中华人民共和国河南省周口市鹿邑县下辖的一个乡镇级行政单位。

## 行政区划
辛集镇下辖以下地区：
新达社区、新兴社区、新旺社区、新发社区、东吴社区、夏庄村、黄楼村、大丁村、朱楼村、大陈村、大尚村、董楼村、苗庄村、杨寨村、李寨村、赵桥村、毛庄村、许楼村、田集村、孟寨村、杨楼村、八姓营村、许瓦村、邹楼村、李堂村和蒋楼村。